# Numéro huit (Battlestar Galactica)
Numéro Huit est un personnage fictif de la série télévisée Battlestar Galactica, interprété par Grace Park. Il s'agit d'un modèle humanoïde cylon dont deux copies sont pilotes à bord du Galatica, Sharon «Boomer » Valerii et Sharon « Athena » Agathon.

## Les différentes versions

### Sharon «Boomer» Valerii
Pour les articles homonymes, voir Boomer.
La première (surnommée Boomer en raison de son indicatif de pilote) ignora tout de sa nature de cylon jusqu'à sa mission dans un Vaisseau-mère cylon dans l'épisode Kobol's Last Gleaming, où elle vit beaucoup de ses doubles. Gentille, sincère et sensible, elle pensait être la fille d'Abraham et de Catherine Valerii, tous les deux morts lorsqu'elle était encore enfant. Elle était pilote de Rapace (un vaisseau spatial léger de reconnaissance et de guerre électronique) à bord du Galactica, auquel elle fut affectée 2 ans avant l'attaque des Cylons sur les Douze Colonies de Kobol. Elle y a rencontré le Chef-mécanicien Galen Tyrol, qu'elle projetait d'épouser. Lors de l'attaque cylon, elle échappa de justesse à la mort, et elle dut poser son Rapace en urgence sur Caprica pour le réparer. Elle rentra ensuite sur le Galactica après avoir pris des réfugiés (dont le Dr Gaïus Baltar, auquel son équipier Karl Agathon avait donné sa place). Dès ce moment, elle commença à avoir des cauchemars et des mauvais pressentiments, commençant à se douter de sa vraie nature, mais ne l'acceptant pas. Au point qu'elle fit quelques semaines plus tard une tentative de suicide, qui échoua. 
Elle fut chargée quelque temps plus tard d'une mission : convoyer une arme nucléaire dans un Basestar cylon en orbite autour de Kobol, pour le détruire. Elle s'acquitta parfaitement de sa mission, mais découvrit alors sa véritable nature, après avoir vu une dizaine de copies d'elle-même. Peu après, sa nature cylon prit le dessus quelques instants et elle tira plusieurs balles de pistolet dans la poitrine du commandant William Adama, qui frôla la mort. Elle fut mise en cellule, désespérée d'avoir pu faire ça à un homme qu'elle admirait, comme tout l'équipage du Galactica.
Quelque temps plus tard, elle fut assassinée par Cally Henderson, l'une de ses anciennes amies. Ses derniers mots furent adressés à Galen Tyrol : « Je vous aime, Chef ». Comme tous les Cylons morts, sa conscience fut téléchargée dans un corps identique, dans un Vaisseau de la Résurrection Cylon. Elle s'installa peu après dans la nouvelle colonie Cylon de Caprica, dans l'appartement qu'elle occupait lorsqu'elle se croyait encore humaine. Même si elle fut considérée comme une héroïne Cylon par ses pairs, elle refusa cependant le contact avec les autres Cylons, se considérant toujours comme une humaine, et exigea d'être appelée Sharon et non pas Numéro Huit. Menacée par le reste de sa communauté Cylon d'être archivée (c'est-à-dire de perdre sa conscience actuelle lors de sa prochaine renaissance) à cause de sa nostalgie envers son passé illusoire d'humaine, elle finit cependant par se lier d'amitié avec la Numéro Six qui avait été la compagne de Baltar, possédant un point commun avec elle : être tombée amoureuse d'un humain et s'être rendu compte avec elle que le projet des Cylons d'extermination de l'Humanité est mauvais (« un pêché aux yeux de Dieu ») et que les Cylons (« une création de l'homme ») ne sont pas infaillibles. Elle prend la tête d'un mouvement de résistance cylon [épisode 2-18 Téléchargement], chargé de réformer leur organisation.  
Plus tard, lors de l'arrivée des Cylons sur New Caprica, Sharon fait partie des Cylons qui entrent au gouvernement du président Gaius Baltar, ce dernier étant forcé de collaborer avec l'ennemi. Même si elle semble désormais avoir accepté sa nature de Cylon et qu'elle a retrouvé sa place au sein de sa communauté, elle s'évertue à défendre la cause d'une cohabitation entre les humains et les Cylons, se mettant à dos tous les autres Cylons siégeant au gouvernement, à l'exception de Caprica Six. Toutefois, ses espoirs de paix entre Cylons et humains sont rapidement mis à mal par les actions de résistance menées par Saul Tigh, notamment l'attentat suicide contre les policiers humains de New Caprica qui ont collaboré avec les Cylons. Dès lors, elle prend totalement partie pour la cause Cylon et renie son passé sur le Galactica.
À bord d'un vaisseau-mère Cylon, Boomer s'occupe de la fille hybride humano-Cylon de Sharon « Athena » Agathon, Hera, dont elle essaye de soigner la mystérieuse maladie. Elle est préoccupée par sa santé qui se détériore de jour en jour et est frustrée de voir que celle-ci la rejette, même si elle dit avoir tout essayé pour se lier avec elle. Quand sa mère, Athena, arrive sur le vaisseau-mère et décide que Hera serait mieux prise en charge par un médecin humain, Boomer, qui la considère comme une traître depuis qu'elle a rejoint la flotte du Galactica, l'accuse d'avoir planifié depuis le début le retour de Hera sur le Galactica. Boomer lui dit que l'échec de la cohabitation entre humains et Cylons sur New Caprica lui a enseigné que humains et Cylons ne peuvent pas vivre ensemble et qu'ils devraient prendre des directions opposées et approuve les propos de Cavil quand il dit que les Cylons ne sont pas supposés avoir des enfants. Alors qu'elle menace d'étrangler Hera, elle est elle-même étranglée par Caprica Six pour essayer d'avoir mis en danger le futur de la race Cylon.
Sous l'influence de Cavil, elle trahit les 8 et vote contre elles lors d'une décision importante (Lobotomie 4x02) ce qui conduit à la guerre civile Cylon. Par la suite, Boomer libère Ellen Tigh et la conduit au Galactica, mais ceci se révèle être une ruse habile pour kidnapper Hera et l'amener à Cavil. Lors de l'assaut final du Galactica contre les partisans de Cavil (La Mère de l’humanité — 2e partie) Boomer vire de bord une ultime fois ramenant Hera à Athéna pour payer une ancienne dette contractée auprès d'Adama (qui ne l'avait pas renvoyé malgré son incompétence lors de ses premiers jours de services). Athéna l'exécute alors.
Dans Battlestar Galactica: The Plan on découvre le rôle important que Boomer a joué tout au long de la guerre entre humains et cylons suivant le plan de Cavil pour exterminer l'humanité. Sa nature véritable étant cachée aux yeux de tous, sauf du seul cylon qu'elle ne trahit jamais : Numéro un. Le Cavil infiltré sur le Galactica, jouant le rôle de prêtre avant d'être démasqué par Galen Tyrol, orchestre les attentats cylons au sein de la flotte coloniale, il noue alors une relation intime avec Boomer. Si dans l'épisode de sa tentative de suicide on voit qu'elle rejette sa nature cylonne, en réalité c'est sa situation avec Galen qui l'a pousse à avoir des doutes. L'aime-t-elle vraiment et était-elle prête à renoncer à sa mission de cylon pour lui ? On peut en douter sachant qu'elle accepte sans ménagement les missions que le frère Cavil lui confie, allant même plus loin en améliorant les plans. Ce doute quant à l'amour qu'elle porte au chef lui fait commettre plusieurs erreurs. L'attentat des réserves d'eau échoue, tout comme sa tentative de tuer Adama. Toutes ces erreurs l'éloignent un certain temps de Cavil, puis au cours des évènements sur New Caprica, elle renoue avec lui et reprend une part active dans le plan d'extermination des humains. Néanmoins sa haine des humains n'atteint pas celle démesurée du frère Cavil, en effet, le kidnapping d'Héra la bouleverse et fait ressortir ses sentiments humains, sachant ce que Cavil compte faire d'Héra, elle décide de rapporter l'enfant à sa mère.

### Sharon « Athena » Agathon
La seconde Sharon Valerii quant à elle sait depuis le début qu'elle est une Cylon. Habillée en pilote de Rapace, elle partit à la rencontre de Karl Agathon sur Caprica, lui faisant croire qu'elle était la vraie Sharon. Elle finit par le séduire et tomba enceinte de lui, première étape d'un projet cylon d'hybridation des deux espèces. Cependant, après avoir aperçu une autre Numéro Huit, Agathon comprit la supercherie et tenta de la tuer. Il lui laissa finalement la vie sauve, et ils finirent par pouvoir rejoindre la Flotte. Elle ne fut pas tuée par les humains en échange d'informations sur les Cylons, et grâce à la protection d'Agathon, amoureux d'elle. Elle accoucha d'une fille hybride Humain/Cylon prénommée Héra, qui lui fut enlevée et confiée à une mère qui venait de perdre son enfant. Sharon, quant à elle, vivait dans la cellule du Galactica avant d'être admise dans la flotte au rang de lieutenant afin d'aider les habitants de New Caprica à fuir la planète, elle a su gagner la confiance de l'équipage et semble loyale à l'espèce humaine, son nom de code est Athéna, déesse de la sagesse et de la guerre, trouvé par Brendan Constanza. Elle apprit récemment que sa fille Hera n'est pas morte à la naissance comme elle le croyait mais qu'elle fut adoptée et récupérée par les Cylons lors de l'exode de New Caprica. Quand elle apprend que Hera est vivante, elle demande à Karl de la tuer pour ressusciter dans le vaisseau des Cylons pour aller chercher sa fille. Une fois Hera avec elle, de retour sur le Galactica, Athéna est loyale avec les humains, allant jusqu'à tuer des cylons désarmés pensant qu'ils sont venus prendre sa fille (elle se fie à ses visions). Quand Boomer kidnappe cette dernière pour les expériences de Cavil, elle mène les rapaces attaquer la colonie Cylon pour récupérer sa fille. Elle tue Boomer, qui ne peut plus ressusciter. Une fois la nouvelle Terre découverte, elle s'installe avec sa famille en Afrique.